# 萩原宏香
萩原 宏香（はぎわら　ひろか　1966年3月18日 - ）は、日本の元タレント。旧芸名は萩原 祥加（読みは同じ）。
ホリ・エージェンシーに所属していたが現在の消息は不明。

## 来歴・人物
東京都出身。玉川学園女子短期大学卒業。弟がいる。
1986年、第11回ホリプロタレントスカウトキャラバンに出場し、そこでスカウトされて芸能界入り。1989年にレポーターとして出演していた「サンデープロジェクト」では、夏の中継では赤いハイレグの水着でレポーターをこなし、初代キャスターの島田紳助から「萩原」と呼ばれていた。その後多くの番組に出演していた。

## 出演した番組
- サンデープロジェクト（テレビ朝日系）
- 海江田万里のパワフルサタデー（ABC・テレビ朝日系）
- キャッチアップ（TBS系）
- パジャマパーティー（日本テレビ）[1]
- ザ・スポーツ竜談（朝日放送）[1]

### テレビドラマ
- 新婚物語（日本テレビ系）[1] - 月江 役
- さすらい刑事旅情編3（テレビ朝日系）

## 写真集
- 萩原祥加写真集Monsoon（鯨井康雄撮影・近代映画社刊）

## イメージビデオ
- もういちどの…愛(LOVE) （パワースポーツ）